# Evangeliář z Mokvi
Evangeliář z Mokvi (gruzínsky მოქვის ოთხთავი nebo gruzínsky მოქვის სახარება, mɔkʰvɪs ɔtʰχtʰɑvɪ či mɔkʰvɪs sɑχɑrɛbɑ ) je gruzínská rukopisná liturgická kniha ze 14. století s evangeliemi z Nového zákona. Kniha má celkem 328 stran s četnými miniaturními malbami; velikost každé stránky je 30 × 23 cm.

Miniatury v evangeliáři z Mokvi

## Dějiny
Kniha byla vytvořena kaligrafem Epremem v roce 1300 na zakázku biskupa Daniela pro kostel Mokvi v západní Gruzii v Abcházii. Eprem je ve vědecké literatuře považován za tvůrce četných miniatur. Celostránková miniatura na poslední straně rukopisu ukazuje klečícího biskupa Daniela před Matkou Boží.
Od 80. let 19. století se evangelium uchovávalo v klášteře Gelati. Po okupaci Gruzie Rudou armádou v roce 1921 odvezl gruzínský historik a archeolog Ekvtime Takaishvili jménem gruzínské vlády do exilu kromě dalšího cenného gruzínského kulturního dědictví evangeliář z Mokvi do Francie, aby jej zachránil před zničením okupanty. Teprve v roce 1945 mohl Takaishvili vrátil evengeliář zpět do Gruzie. Dnes je evangeliář uchováván v Gruzínském národním středisku rukopisů v Tbilisi pod evidenčním číslem Q 902.

## Uspořádání

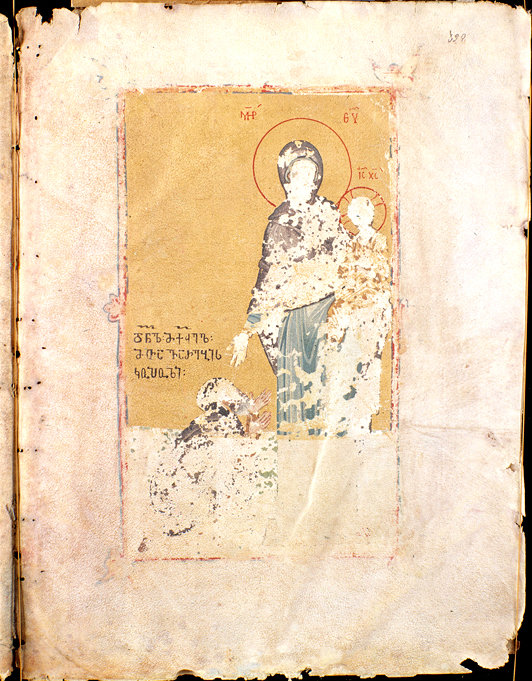
Poškozená miniatura s klečícím biskupem Danielem před Pannou Marií

### Písmo
Text je psán v gruzínštině s písmem Nuschuri ve dvou sloupcích. Názvy jsou psány gruzínským písmem asomtavruli. Evangeliář je napsaný na pergamenu.

### Výzdoba knihy
Kniha je bohatě zdobena miniaturami a ozdobnými dekoracemi. V evangaliáři je celkem 531 iniciál a 152 čtyřrohých obrázků miniatur, které jsou začleněny do odpovídajícího textu. Podkladem je zlatý list a barvy se nanášely na horní vrstvu pergamenu. Tato technika malby je jedinečná pro středověké gruzínské knižní umění. Miniatury jsou těžce poškozeny. Výzkumy ukázaly, že poškození je způsobeno především unikátní technikou malby. Od roku 2010 do roku 2014 bylo evangelium několikrát diagnostikováno a konzervováno. Po poslední konzervaci restaurátory Gruzínského národního rukopisného střediska a německé specialistky Andrey Pataki-Hundtové středisko oficiálně prohlásilo, že dlouhý proces konzervace evangeliáře byl úspěšně ukončen v roce 2014.